# Bekkouche Lakhdar
Bekkouche Lakhdar è un comune dell'Algeria, situato nella provincia di Skikda.